# اريك درايسديل
اريك درايسديل (بالإنجليزية: Eric Drysdale)‏ هو كاتب سيناريو أمريكي، ولد في 20 مارس 1969 في نيويورك في الولايات المتحدة.

## وصلات خارجية
- اريك درايسديل على موقع IMDb (الإنجليزية)
- اريك درايسديل على موقع قاعدة بيانات الفيلم (الإنجليزية)
- اريك درايسديل على موقع كينوبويسك (الروسية)